# 小島孝夫
小島 孝夫（こじま たかお、1955年4月26日 - ）は、日本の民俗学者、成城大学教授。地域自治論専攻。

## 来歴
埼玉県に生まれる。埼玉県立熊谷高等学校を経て、1980年に武蔵野美術大学造形学部彫刻科を卒業、1983年に筑波大学大学院環境科学研究科修士課程を退学した。千葉県立大利根・安房・関宿城博物館学芸員を経て、成城大学文芸学部教授。

## 著書
- 『海と里』（日本の民俗学１　安室知、野地恒有との共著）吉川弘文館 2008

### 編著・共編著
- 『海と島のくらし—沿海諸地域の文化変化—』田中宣一との共編　雄山閣 2002
- 『海の民俗文化−漁撈習俗の伝播に関する実証的研究−』編著　明石書店 2005
- 『半島のくらし—広域民俗誌の試み—』田中宣一との共編　慶友社 2009
- 『クジラと日本人の物語—沿岸捕鯨再考—』編著　東京書店 2009
- 『地域社会・地方文化再編の実態』編著　成城大学民俗学研究所グローカル研究センター　2010
- 『平成の大合併と地域社会のくらし—関係性の民俗学』編著　明石書店 2015